# Aljaksandr Hutar

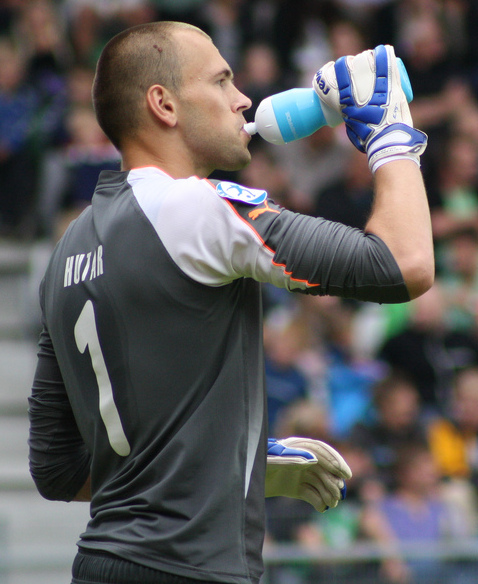
Aljaksandr Hutar.

Aljaksandr Pjatrovitj Hutar (belarusiska: Аляксандр Пятровіч Гутар, łacinka: Alaksandar Piatrovič Hutar; ryska: Александр Петрович Гутор, Aleksandr Petrovitj Gutor), född 18 april 1989 I Minsk, Vitryska SSR, Sovjetunionen (nuvarande Vitryssland), är en vitrysk fotbollsspelare (fotbollsmålvakt) som för närvarande spelar för ryska FC Orenburg.